# Universiteit van Indianapolis
De Universiteit van Indianapolis (UIndy) is een christelijke particuliere universiteit van methodistische signatuur, gevestigd in Indianapolis, de hoofdstad van de Amerikaanse staat Indiana.
De universiteit werd in 1902 opgericht en kreeg in 1986 haar huidige naam. UIndy heeft ongeveer 4.300 studenten en heeft afdelingen in onder andere Athene, China en Israël. De universiteit biedt ongeveer 70 bachelorprogramma's en 20 masteropleidingen aan, en heeft promotietrajecten in vijf richtingen, voornamelijk gerelateerd aan gezondheidszorg.